# Principe e Socio M.
Principe e Socio M. sono un duo musicale italiano proveniente da Napoli.

## Storia
Nel 1998 aprirono uno studio di registrazione in una torre del castello Maschio Angioino, a Napoli, esattamente la torre San Giorgio, definita da loro "Torre sinistra", dove Antonio De Carmine principe abita, essendo figlio del custode.
Dopo esser venuti a contatto con ambienti della cultura musicale partenopea (tra gli altri Enzo Gragnaniello, Beppe Vessicchio e Joe Amoruso) e con artisti e discografici internazionali come Caterina Caselli, Ornella Vanoni, dettero vita anche a progetti musicali in altre vesti, sia come arrangiatori e compositori che come autori e produttori artistici, tuttavia tenendo sempre in primo piano, come priorità, il loro progetto artistico, Principe e Socio M.
Come nome artistico scelsero i propri appellativi: Antonio è Principe in quanto inquilino del castello Maschio Angioino di Napoli, mentre Mauro è Socio M. in cui il termine socio è mutuato da un'espressione dello slang giovanile partenopeo usata per chiamare gli amici, mentre la M. sta per Mauro e anche per mouse, data la propensione ai computer e ai programmi musicali da parte di Spenillo.
Nel 2000 il duo pubblicò del primo album Alibi Funky, vennero poi chiamati da Vincenzo Micocci, discografico storico, direttore artistico di case discografiche come la RCA, Ricordi e altre, che ha scoperto, tra gli altri, nomi come Francesco De Gregori, Rino Gaetano, Ron, Antonello Venditti, Lucio Dalla e Paola Turci.
I discografici, figli di Vincenzo, Francesco e Stefano Micocci sostennero e promossero il duo per tutto il 2001 portandoli al Festival di Sanremo nella categoria Nuove Proposte con la canzone Targato NA, un testo narrante il disagio di Ciccio, un ragazzo gay dell'hinterland napoletano che passa dai movimenti No Global al servizio nell'Arma dei Carabinieri pensando di fare del bene.
Nello stesso anno suonarono al Cremlino, per tre sere di seguito, con Lucio Dalla e Antonello Venditti e tantissimi altri big, come rappresentanti della nuova musica italiana.
Dal 2003 hanno alternato alla carriera musicale quella di produttori di gruppi emergenti, nel luglio dello stesso anno pubblicano una nuova versione di Nuntereggae più di Rino Gaetano, sostituendo i nomi dei personaggi dell'epoca con quelli attuali.
Nello stesso periodo si esibirono nelle scuole napoletane e in molte università, e tennero seminari sulla musica come strumento, veicolo e possibilità per vivere il territorio in modo diverso, per aiutare i ragazzi in difficoltà, sensibilizzando i giovani circa la musica d'autore e prodigano il loro impegno per la legalità contro il sistema della Camorra.
Dal 2004 al 2007 si dedicarono interamente ad un nuovo progetto creando La stanza delle canzoni, con l'intento di dare la possibilità a tutti i cantautori, cantautrici, autori, poeti ecc. di esibirsi insieme, ovunque, partendo dai salotti di casa, con pubblico presente, fino ad arrivare, poi successivamente, nei locali e club della città, con il proprio bagaglio e repertorio inedito
Nel 2008 parteciparono al festival di Sanremo, in veste di produttori, autori, compositori, portando un militare sul palco dell'Ariston, che canterà una canzone da loro scritta, Signorsì. A questo singolo seguì un album di canzoni inedite scritte e prodotte da loro stessi Nato il 5 ottobre.
Ancora nel 2008 uscì il singolo Margherita bellavita, vennero poi scelti per la Festa di Piedigrotta, fortemente voluti dal direttore artistico Nino D'Angelo.
Nel 2009 curarono, per l'ordine dei Ministri degli Infermi, la colonna sonora del musical "Camillo de Lellis".
Tra il 2010 e il 2011 i due musicisti intrapresero una strada solista mettendo il progetto Principe e Socio M in stand by. 
Antonio De Carmine pubblica, come indipendente, una serie di brani come "Settembre d''e criature", "Ash - core 'e lupo", "'O mare 'e faccia", "Famme fa pace cu 'o munno" e altre.  
Nel 2012 Principe e Socio M. tornarono con collaborazioni in concerto che vanno da Enzo Iacchetti, Claudio Mattone, Giobbe Covatta, Stefano Sarcinelli. 
Nel 2013 pubblicarono il nuovo singolo "Mimmo che volava", per Dueffel/Artist First. 
Nel 2014 tornarono nei teatri, partecipando insieme e singolarmente a spettacoli come Chiedetelo a Pappagone di e con Stefano Sarcinelli, con entrambi in scena, 6 gradi di e con Giobbe Covatta. con Mauro Spenillo in scena, Canis Lupus di Cristian Izzo e di e con Arduino Speranza, colonna sonora originale Ash - core e lupo, di Antonio De Carmine.
Nel 2015 Mauro Spenillo scrive il brano Abbracciame con l'artista napoletano Andrea Sannino, di cui cura l'intera produzione artistica insieme a Pippo Seno.
Nel disco di Andrea Sannino viene pubblicata "Terra nostra", brano in ft. con Principe e Socio M.
Andrea Sannino e Principe e Socio M faranno un lungo percorso insieme in tour, tra concerti in piazza e in teatro. 
Mauro Spenillo inizia un suo lungo percorso con Andrea Sannino e Pippo Seno, fatto di successi in teatri e nelle piazze.
Nel 2018 Antonio De Carmine esce con il singolo "Core Mio" Goodymusic/Warner, insieme al Dj Frank Carpentieri, con cui collaborerà anche per altri progetti musicali, tra questi la sigla e alcune musiche del programma "Made in Sud", in onda su RAI2, di cui Frank Carpentieri fa parte, non solo musicalmente, da sempre, curandone tutte le musiche. 
Insieme, principe e Frank, scriveranno altre sigle e musiche per altri spettacoli come "Sicilia Cabaret", per lo spettacolo di Simone Schettino, Fondamentalista, Emoticon show per Comedy Central.
Nel 2019 Antonio De Carmine fonda la punkrock band napoletana PPF - Principe Punk Foundation, con cui pubblica 3 singoli.
Mauro Spenillo continua il suo percorso da produttore e arrangiatore con Andrea Sannino, pubblicando il secondo Album "André".
Tra i brani del disco, scritti e arrangiati da Mauro Spenillo, troviamo "'O rre", scritta da Antonio De Carmine e Ugo Gangheri, oltre ai brani scritti da Andrea Sannino, Pippo Seno e lo stesso Mauro Spenillo, che con loro cura tutta la produzione. Zeus record.
Principe e Socio M continuano a collaborare e produrre progetti, insieme o singolarmente, da indipendenti o per conto di etichette discografiche, in attesa del loro nuovo album. 
Work in progress.
Nel 2020 Abbracciame è disco d'oro.
Nel 2022 Mauro Spenillo  scrive insieme ad Andrea Sannino,Franco Ricciardi e Antonio Spenillo il singolo "Te voglio troppo bene" e "Un giorno eccezionale" sigla di Domenica In nella stagione 2022/2023 e 2023/2024 curandone entrambe le produzioni. Nel 2023 "Abbracciame" viene inserita nell'album "Luce" di Fiorella Mannoia e Danilo Rea in feat con Andrea Sannino.
Nell'estate 2023 Principe e Socio M pubblicano su tutti gli store's il singolo "Agosto".
Sempre nel 2023 Mauro Spenillo realizza e produce l'album Mosaico - prima parte di Andrea Sannino con Uànema Record.Il disco contiene tra i tanti scritti anche un brano in collaborazione con Mario Biondi e Andrea Sannino dal titolo "Mai senza'e te".
Nello stesso anno scrive e arrangia alcuni brani per il Musical Mare Fuori con la regia di Alessandro Siani curandone la pre-produzione musicale e vocale.
Nel 2024 prende parte allo spettacolo "20 anni di Fiesta" di Alessandro Siani.
Il 29 Aprile 2024, Fimi certifica, dopo l’oro del 2020, anche il disco di Platino per la canzone “Abbracciame”.
A Dicembre 2024 la canzone Via Partenope scritta con Andrea Sannino diventa colonna sonora del film di Alessandro Siani e Leonardo Pieraccioni “Io e te dobbiamo parlare “.
Nel 2025 produce la seconda parte dell’album Mosaico di Andrea Sannino.

## Formazione
- Antonio De Carmine - Principe -  (Napoli, 6 luglio 1966)  voce, chitarra, basso
- Mauro Spenillo -Socio M - (Napoli, 15 febbraio 1976) voce, pianoforte, fisarmonica

## Discografia

### Album in studio
- 1999 - Alibi Funky
- 2001 - SSShhh!!!

### Singoli
- 2001 - Targato NA
- 2001 - Remix Targato Na
- 2001 - Vamos Chico
- 2002 - Palla e pallino
- 2003 - Nuntereggaepiu
- 2008 - Margherita Bellavita
- 2013 - Mimmo che volava

## Videografia

### DVD
- 2007 - Targato Na/Vamos Chico